# Euphyia yerba
Euphyia yerba là một loài bướm đêm trong họ Geometridae.